# Carlos Vicens
Juan Carlos Vicens Gómez, noto semplicemente come Carlos Vicenss (Ses Salines, 12 febbraio 1983), è un allenatore di calcio ed ex calciatore spagnolo, di ruolo centrocampista, tecnico del Braga.

## Biografia
Si è laureato in economia all'Università delle Isole Baleari nel 2008, trascorrendo l'ultimo anno di studi presso l'Università del Texas ad Austin.

## Carriera

### Allenatore
Entrato nel settore giovanile del Manchester City nel 2017, dal 2018 al 2020 è stato il vice di Gareth Taylor alla guida della formazione Under-18 dei Citizens. Subentrato in quell'anno alla guida della squadra, al termine della stagione vince la FA Youth Cup
e il campionato nazionale; nel 2021 viene quindi inserito nello staff di Pep Guardiola in prima squadra come suo vice. Nel 2022 raggiunge un accordo per diventare l'allenatore dell'Heracles Almelo, ma dopo la retrocessione del club in Eerste Divisie la nomina non si concretizza.
Il 28 maggio 2025 lascia il City e diventa il tecnico del Braga, con cui firma un triennale.